# マルク・ラロンド
マルク・ラロンド（Marc Lalonde、1929年7月26日 - 2023年5月7日）は、カナダの元政治家、元閣僚。医療、保健分野ではラロンド・レポートの報告者として知られている。

## 学歴
ラロンドは、モントリオール大学で法学修士を、オックスフォード大学で修士号を、オタワ大学でD.E.S.D（Diplôme d'études supérieures en droit）を修得している。

## 政治歴
1959年ラロンドは、オタワでカナダ進歩保守党のデイビー・フルトン法務大臣の顧問として活動した。ラロンドはモントリオールで弁護士を開業していたが、1967年にはカナダ自由党のレスター・B・ピアソン首相のもと、カナダ首相官邸で顧問として活動した。ラロンドは1968年ピエール・トルドーがカナダ首相となっても、カナダ首相第一秘書として仕えた。
トルドー首相の要請で、ラロンドは1972年のカナダ連邦選挙（en:Canadian federal election, 1972）でカナダ庶民院（下院）に立候補した。ラロンドはウートルモン選挙区のカナダ自由党の下院議員として当選し、すぐにカナダ厚生大臣として入閣した。ラロンドは1974年「カナダ人の健康についての新たなる展望」通称ラロンド・レポートを報告した。
連邦主義者であるラロンドは、分離主義的傾向の強いケベック州にてトルドー首相の顧問の一人として活動し、1976年のケベック州地方選挙におけるカナダケベック党の勝利をきっかけに、連邦と州の関係を取り仕切るカナダ国務大臣という立場となった。
ラロンドは1978年から、カナダ自由党政権が敗北する1979年の選挙までカナダ法務大臣として活動した。
1980年のカナダ連邦選挙においてカナダ自由党は与党に返り咲き、ラロンドはカナダエネルギー大臣となり国家エネルギー計画を定めた。これはアルバータ州の石油産業に悪影響をもたらしたためアルバータ州では不評であった。1982 - 1984年、彼はカナダ財務大臣として活動し、インフレーションを緩和するため、不正な賃金と統制価格を制限する計画を定めた。
1984年首相がトルドーからジョン・ネイピア・ターナー首相に変わっても引き続き財務大臣をまっとうしたが、1984年のカナダ連邦選挙には出馬（立候補）しなかった。
1989年ラロンドはカナダ勲章を授与された。2004年、ラロンドはカナダ医学の殿堂入りを果たした。
1990年代ラロンドは国際司法裁判所においてアドホックな裁判官として活動し、カナダのさまざまな通商摩擦を示した。ラロンドは、モントリオールのスティケマン・エリオット（en:Stikeman Elliott）法律事務所で弁護士を生業とした。
2006年第39回カナダ連邦選挙（en:Canadian federal election, 2006）においてケベック州で共にカナダ自由党の選挙活動を行っていたポール・マーティンが首相となると、ラロンドは政治の世界に復帰した。ケベック州のカナダ自由党党首ブリジット・レーガーも共に活動していた。